# Międzynarodowa Wspólnota Pracy Partii Socjalistycznych
Międzynarodowa Wspólnota Pracy Partii Socjalistycznych (Międzynarodówka wiedeńska, Międzynarodówka 2½) – międzynarodowa organizacja socjalistyczna założona w lutym 1921 w Wiedniu z inicjatywy brytyjskiej Niezależnej Partii Pracy (Independent Labour Party) oraz Niezależnej Socjaldemokratycznej Partii Niemiec (Unabhängige Sozialdemokratische Partei Deutschlands). Międzynarodówka pozostawała pod wpływem austromarksizmu. Grupowała partia nurtu centrystowskiego, które sprzeciwiały się wstąpieniu do II Międzynarodówki oraz Międzynarodówki Komunistycznej.
W dniach 5–7 grudnia 1920 odbyła się w Bernie konferencja organizacyjna przedstawicieli 7 partii, na których opracowano manifest: „Do partii socjalistycznych wszystkich krajów”. Od 22 do 27 lutego 1921 w Wiedniu 80 delegatów, reprezentujących 10 partii m.in. Niezależną Partię Pracy, Niezależną Socjaldemokratyczną Partię Niemiec, Francuską sekcję Międzynarodówki Robotniczej (Section française de l’Internationale ouvrière), Socjaldemokratyczną Partię Szwajcarii, rumuńską Niezależną Partię Socjalistyczną oraz Socjaldemokratyczną Partię Austrii, utworzyło Międzynarodową Wspólnotę Pracy Partii Socjalistycznych. W kwietniu 1921 do Międzynarodówki dołączyła Hiszpańska Socjalistyczna Partia Robotnicza.
Od 2 do 5 kwietnia 1922 MWPPS uczestniczyła w Berlinie w rozmowach zjednoczeniowych z przedstawicielami II Międzynarodówki oraz Międzynarodówki Komunistycznej. Do zjednoczenia jednakże nie doszło z winy Kominternu. 22 września 1922 Niezależna Socjaldemokratyczna Partia Niemiec, jedna z najbardziej wpływowych partii w organizacji, połączyła się z Socjaldemokratyczną Partią Niemiec, a jej członkowie w większości zasilili szeregi II Międzynarodówki. W maju 1923 Międzynarodówki II oraz 2½ zjednoczyły się, tworząc nową organizację, Socjalistyczną Międzynarodówkę Robotniczą. Niektóre partie uprzednio należące do Międzynarodowej Wspólnoty Pracy Partii Socjalistycznych odmówiły wstąpienia do nowego tworu (rumuńska Niezależna Partia Socjalistyczna).
Sekretarzem generalnym MWPPS był przez cały czas jej trwania austriacki socjaldemokrata Friedrich Adler. Międzynarodówka posiadała swój organ prasowy wydawany w języku niemieckim „Nachrichten der Internationalen Arbeitsgemeinschaft Sozialistischen Parteien”.

## Liderzy
- Karl Kautsky
- Otto Bauer
- Friedrich Adler
- Jean Longuet